# PSLV-C37
PSLV-C37 (còn được gọi là loạt vệ tinh Cartosat-2) là phi vụ thứ 39 của chương trình PSLV và phi vụ thứ 16 của PSLV trong cấu hình XL. PSLV-C37 thực hiện thành công và mang một kỷ lục 104 vệ tinh trong quỹ đạo Mặt trời đồng bộ, mang nhiều vệ tinh nhất trong một tên lửa đẩy. PSLV-C37 đã phá vỡ kỷ lục trước đó của phóng 37 vệ tinh bằng một tên lửa Nga vào 19 tháng 6 năm 2014 và 29 vệ tinh được phóng bởi NASA vào ngày 19 tháng 11 năm 2013. Trong số 104 vệ tinh, có vệ tinh của Ấn Độ quan sát Trái Đất với độ phân giải cao nặng 714 kg mang tên Cartosat 2. Có 101 vệ tinh của các nước khác, gồm 96 vệ tinh của Hoa Kỳ, Israel, Kazakhstan, Hà Lan, Thụy Sĩ và Các tiểu vương quốc Ả Rập Thống nhất.
Tên lửa đẩy PSLV-C37 mang theo các vệ tinh trên đã được Tổ chức Nghiên cứu Vũ trụ Ấn Độ phóng từ bãi phóng ở Trung tâm vũ trụ Satish Dhawan ở Sriharikota, bang Andhra Pradesh, miền Nam Ấn Độ vào lúc 9 giờ 28 giờ địa phương ngày 15 tháng 2 năm 2017. Sau 28 phút, các vệ tinh đã được đưa thành công vào quỹ đạo định sẵn. Chi phí phóng là 15 triệu USD.